# NGC 5871
NGC 5871 ist ein einzelner Stern im Sternbild Jungfrau (Rektaszension: 15:10:04.8; Deklination: +00:29:51). Er wurde im Jahr 1882 von Wilhelm Tempel bei einer Beobachtung irrtümlich für eine Galaxie gehalten und erlangte so einen Eintrag in den Katalog.